# Thomas-Louis Bourgeois
Thomas-Louis Bourgeois (* 24. Oktober 1676 in Fontaine-l’Évêque (heute im belgischen Hennegau); † im Januar 1750 in Paris) war ein französischer Komponist und Sänger. 

## Leben
Der älteste Hinweis über Thomas-Louis Bourgeois findet sich auf einem Titelblatt der Veröffentlichung von zwei Sammlungen Triosonaten aus dem Jahr 1701, die bei Ballard in Paris gedruckt wurden. Nachdem er die Positionen des Kapellmeisters an den Kathedralen von Toul und Straßburg innegehabt hatte, erhielt er 1707 eine Anstellung als Sänger an der Pariser Oper. In dieser Zeit entstanden seine beiden Bühnenwerke.
Zwischenzeitlich war er in den Diensten des Prinzen von Condé, anschließend war er in Lille und später in Brüssel. Hier leitete er von November 1721 bis Ostern 1722 das Monnaie-Theater, wurde aber wegen seiner schlechten Führungsqualitäten entlassen. 1725 war er Leiter des Französischen Theaters in Den Haag. Von 1728 bis 1735 war Bourgeois Mitglied der durch Claude Rameau gegründeten „Académie de Musique“ in Dijon. Ab 1740 lebte er wieder in Paris.
Im Vergleich zu André Campra erweiterte er die französische Kantate um mehrere Rezitative und Arien. Bourgeois komponierte zwischen 1708 und 1744 rund 40 meist weltliche Kantaten, von denen nur 19 erhalten sind. Er bevorzugte den sogenannten „vermischten Stil“, in dem italienische wie französische Elemente zusammenfließen. Außerdem schrieb er Kammermusik und einige Motetten, die aber verschollen sind.

## Werke (Auswahl)

### Kammermusik
- Erster und zweiter Band Pièces en trio (Paris 1701)

### Opéras-Ballets
- Les Amours déguisés (Paris 1713)
- Les Plaisirs de la Paix (Paris 1715)

### Kantaten
- Premier Livre de Cantates (1708)
  - Borée - (voix de dessus und B.c.)
  - Le berger fidèle - (voix de dessus und B.c.)
  - Hippomène - (voix de dessus und B.c.)
  - Ariane - (voix de dessus, Violine und B.c.)
  - Les sirènes - (voix de dessus, Violine, Traversflöte, B.c.)
  - Céphale et l’Aurore - (voix de dessus, voix de basse, B.c.).

- Second Livre de Cantates  (1718)
  - Phèdre et Hippolyte
  - L’Amour et Psyché

- Einzelkantaten
  - L’Époux imprudent (1721)
  - Diane et Endimion (1744)
  - L’Amour musicien (1744)
- 2 Motetten für großen Chor, sowie einige Arien die in den damals üblichen Musikzeitschriften gedruckt wurden